# Upton upon Severn
Upton upon Severn – miasto i civil parish w Wielkiej Brytanii. w Anglii w hrabstwie Worcestershire, w dystrykcie Malvern Hills położone nad rzeką Severn, na wzgórzach Cotswold między Worcester a Tewkesbury oraz 7 km od Malvern. W 2011 roku civil parish liczyła 2881 mieszkańców. 

## Historia
Miasto założone zostało w roku 897, na początku nosiło nazwę Uptun. Upton on Severn jest wspomniana w Domesday Book (1086) jako Uptun. Było jednym z miejsc bitwy pod Worcester w roku 1651; w tym miejscu żołnierze Olivera Cromwella przekroczyli rzekę Severn. 

## Wydarzenia
Upton jest miejscem festiwali: jazzowego, bluesowego i folkowego.